# Zelotibia simpula
Zelotibia simpula Russell-Smith & Murphy, 2005 è un ragno appartenente alla famiglia Gnaphosidae.

## Etimologia
Il nome della specie deriva dal termine latino simpulus, che significa mestolo, in riferimento alla forma dell'apofisi tibiale del pedipalpo maschile.

## Caratteristiche
L'olotipo maschile rinvenuto ha lunghezza totale è di 4,96mm; la lunghezza del cefalotorace è di 2,40mm; e la larghezza è di 1,68mm.

## Distribuzione
La specie è stata reperita nel Congo centrorientale: l'olotipo maschile è stato rinvenuto nella località di Butembo, situata nella valle Musosa, appartenente alla provincia del Kivu Nord.

## Tassonomia
Al 2016 non sono note sottospecie e dal 2005 non sono stati esaminati nuovi esemplari.